# Isaac Vainshenker
Isaac Vainshenker (în idiș ‏איציק װײַנשענקער‏‎, transliterat Yitshok Vaynshenker; n. 1914, Terebna, raionul Edineț, Republica Moldova – d. 1978, Montevideo, Departamentul Montevideo, Uruguay) a fost un  scriitor, jurnalist și istoric român și uruguayan, evreu născut în Basarabia. A scris preponderent în limba idiș.

## Biografie
Isaac Vainshenker s-a născut în satul Terebna (acum în raionul Edineț din Republica Moldova) din județul Bălți, gubernia Basarabia a Imperiului Rus, în anul 1914. Tatăl său Nuhim-Tzvi a murit în timpul Primului Război Mondial, iar în 1927 familia s-a mutat în târgul Edineț. Lucrarea de debut a lui Vainshenker a fost aprobată de scriitorul Iacov Botoșanski și a continuat să apară în diferite periodice din România interbelică. A lucrat ulterior și ca profesor.
În 1939 a emigrat în Bolivia, unde a publicat activ în periodicele locale. În 1944 s-a mutat în Uruguay, aici a fondat editura „Zrie” („Semințe”) la Montevideo. A publicat de asemenea lucrările: „Din cauza vechilor-noi responsabilități” (în idiș פֿאַר אַלט-נײַע התחײַבֿותן) în 1948, povestirea „Pur și simplu pentru dragoste” (în idiș פּשוט מתּוך ליבשאַפֿט), studiul istoric „Fondatorii așezării evreiești din Uruguay și asociații lor” (în idiș בױערס און מיטבױערס פֿון ייִדישן ייִשובֿ אין אורוגװײַ) în 1957, o carte despre istoria evreiască din Uruguay „Rădăcini uruguauene” (în idiș אורוגװאָרצלען) în 1969 și alte lucrări.
Lucrările istorice ale lui Vainshenker au fost traduse de asemenea în spaniolă. El însuși a tradus din română în idiș tratatul istoric al lui Mates Karp Transnistria: Sufrimientos de los Judios de Besarabia, Bucovina y Rumania („Transnistria: viața, greutățile și moartea evreilor basarabeni, bucovineni și români”) în două volume la Buenos Aires, 1950.
A decedat la Montevideo în anul 1978.